# Jane Harrison

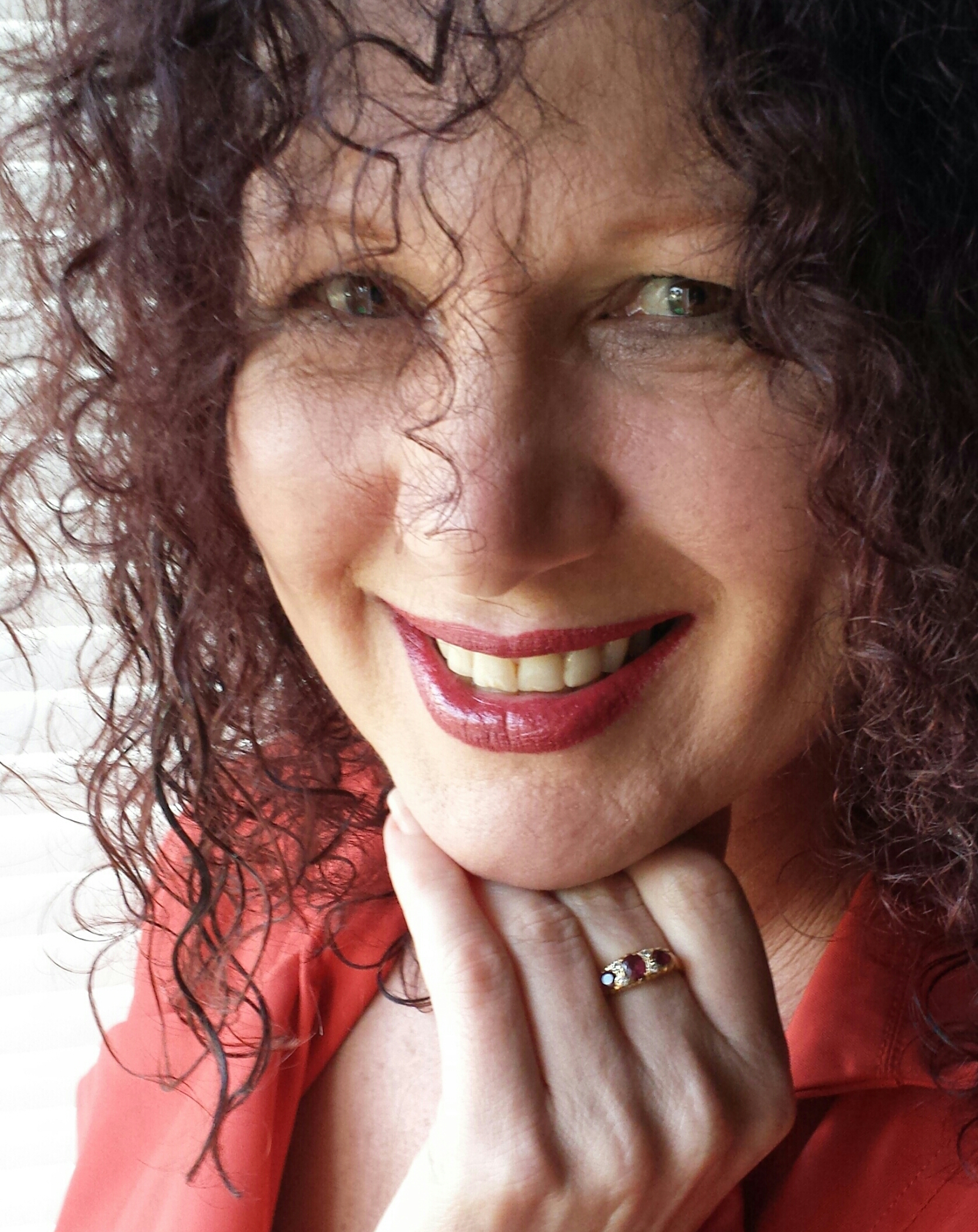
Jane Harrison

Jane Harrison (* 1960) ist eine australische Schriftstellerin und Aborigine vom Volk der Muruwari aus New South Wales in Australien bei Bourke. Bekannt ist sie vor allem durch ihr Theaterstück Gestohlene Generation geworden. Ihr Arbeitsschwerpunkt liegt in den Themen und Lebensschicksalen der Aborigines.

## Werk
Jane Harrison arbeitet seit 1992 in der Ilbijerri Theatre Company. Dort schrieb sie das Stück Stolen, das erstmals 1998 in Melbourne im Jahre 1998 uraufgeführt wurde. Das Theaterstück Stolen Generations, befasst sich mit dem Schicksal von fünf Aboriginekindern, die ihren Mütter weggenommen wurden. Neben Australien und Tasmanien wurde Stolen in Großbritannien, Hongkong, Tokyo, New York und Kanada gezeigt.
Ein weiteres Theaterstücke von ihr ist On a Park Bench, wo sich die Generation ausgelöschter Aborigines und die der Holocaustopfer begegnen.
Ihr Stück Rainbow’s End (auch Rumbalara genannt), das 2005 in Melbourne uraufgeführt wurde, zeigt die Geschichte von Aboriginefrauen aus drei Generationen, die in einer Kleinstadt gegen Rassismus und für ihren Lebensunterhalt in den 1950er Jahren kämpfen.
Ihr zuletzt aufgeführtes Stück heißt Blakvelvet, das von dem Verschwinden zweier Mädchen, eines vom Aboriginestamm der Koori und einem weiteren Mädchen handelt, die von einem Detektiv gesucht werden.
Zurzeit (2009) bereitet Harrison eine Oper für eine neue Aufführung vor. Sie hat mit ihren Stücken einige Preise gewonnen, wie zum Beispiel den Indigenous Award.